# Raimund Probst
Raimund Probst (* 23. Januar 1927; † 19. November 2009) war ein deutscher Architekt. Er galt als Nestor der Bauschadensforschung im deutschsprachigen Raum.

## Leben
Raimund Probst studierte ab 1950 Architektur an der Technischen Hochschule Karlsruhe, unter anderem bei Egon Eiermann. Nach seinem Abschluss als Diplom-Ingenieur beschäftigte er sich intensiv mit Bauchemie, Bauphysik sowie Baurecht. 1963 war er der erste Bauexperte, der von der Industrie- und Handelskammer in Frankfurt am Main als Sachverständiger für Baumängel und Bauschäden öffentlich bestellt und vereidigt wurde und somit die erste Bestallungsurkunde erhielt.
1965 war er für das Fachgebiet „Analyse von Bauschäden“ erster Dozent, zunächst an der Technischen Hochschule Karlsruhe, später an der Technischen Universität Hannover. 1972 war er Initiator des Bauschäden-Forums in Rottach-Egern und wirkte dort als Referent bis 2005.
Raimund Probst hat zahlreiche Aufsätze und Artikel über Bauschäden publiziert. Sein Buch „Probsts Baupathologie“ gilt als Standardwerk.

## Ehrungen und Auszeichnungen
- Ehrensenator (Senator honoris causa) der Johann Wolfgang Goethe-Universität Frankfurt am Main (1988)
- Goldene Ehrenmedaille der Bauinnung Donau-Ries (1999)
- Österreichisches Ehrenzeichen für Wissenschaft und Kunst (2002)[1]